# Fuchsia mathewsii
Fuchsia mathewsii là một loài thực vật có hoa trong họ Anh thảo chiều. Loài này được J.F.Macbr. mô tả khoa học đầu tiên năm 1940.